# Freakdog
Freakdog (Red Mist) è un film del 2008 diretto da Paddy Breathnach.

## Trama
Un giovane dottore in un ospedale americano somministra ad un paziente in coma un potente cocktail di farmaci capaci di risvegliare il paziente dal sonno. Ma invece di risvegliarlo, innesca un potere nel degente, cioè la capacità di passare nei corpi degli altri. Adesso il medico non può più fidarsi di nessuno, poiché l'omicida passa di corpo in corpo per vendicarsi, ottenendo sempre più forza dai nuovi poteri soprannaturali.